# Lôi Hỏa Phong
Quẻ Lôi Hỏa Phong, đồ hình |:||:: còn gọi là quẻ Phong (豐 feng1), là quẻ thứ 55 trong Kinh Dịch.
- Nội quái là ☲ (|:| 離 li2) Ly hay Hỏa (火).
- Ngoại quái là ☳ (|:: 震 zhen4) Chấn hay Sấm (雷).

Nhật thực miêu tả trong quẻ này diễn ra vào ngày 20 tháng 7 năm 1070 trước công nguyên.
Giải nghĩa: Thịnh dã. Hòa mỹ. Thịnh đại, được mùa, nhiều người góp sức. Chí đồng đạo hợp chi tượng: tượng cùng đồng tâm hiệp lực.
Hình ảnh: Bắn pháo hoa, nét đẹp mỹ thuật hoàn hảo.
Con người: Huynh đệ đồng đạo cùng môn phái.